# Acueducto de Päijänne

Plano del acueducto de Päijänne
1) Asikkalanselkä
4) Reservorio de Silvola.

El acueducto de Päijänne (Päijännetunneli en finés, Päijännetunneln en sueco) es el dispositivo principal que permite el aprovisionamiento de agua en la región que rodea a la capital de Finlandia, Helsinki. Es un túnel de unos 120 km de largo que atraviesa la roca, lo que lo convierte en el túnel más largo del mundo en esa categoría. La construcción duró de 1972 a 1982, y costó el equivalente a 195 millones de euros de 2005.
El agua es bombeada al sur del gran lago Päijänne, en Asikkalanselkä, en un sector donde el agua es una de las más puras del país y sobre todo potable incluso antes de su tratamiento. Es conducida por el túnel que va descendiendo hacia el mar, de 30 a 100 metros bajo la superficie, hasta la reserva de Silvola en Vantaa. El agua es enseguida bombeada por las fábricas de tratamiento y distribuida a más de un millón de habitantes de las localidades de Helsinki, Vantaa, Espoo, Kauniainen, Hyvinkää, Järvenpää, Kerava, Kirkkonummi, Sipoo y Tuusula, a veces incluso a Porvoo.
El túnel es lo bastante ancho para que pueda pasar un camión y permite una corriente de 10 m³/s, pero en media sólo opera a 3,1 m³/s. El túnel sirve asimismo como almacén hídrico en caso de urgencia y en 2001 sufrió una gran restauración por la caída de rocas que obturaban parcialmente el paso del agua. 
Las aguas procedentes de la parte sur de Päijänne no se congelan y la temperatura del agua en el túnel está entre 0,5 y 11 °C.